# Robert Othmann
Robert Othmann (né le 16 août 1976 à Scarborough) est un joueur professionnel de hockey sur glace binational canadien et suisse.

## Carrière
- 1999-2000 Canisius Golden Griffons Atlantic Hockey (MAAC)
- 2000-2002 HC Bâle (LNB)
- 2002-2007 HC Olten (LNB)
- 2007-2007 HC Sierre (LNB)
- 2007-2008 HC Bienne (LNB) et EHC Zunzgen-Sissach (1e Ligue) (entraineur-joueur)

## Palmarès
- Champion Suisse LNB en 2008 avec le HC Bienne
- Promotion en LNA en 2008 avec le HC Bienne